# 皮韦托龙属
皮韦托龍屬（學名：Piveteausaurus）是獸腳亞目恐龍的一屬，生存於侏羅紀中期（卡洛夫階）的歐洲法國。牠的化石主要是一個頭顱骨，與異特龍的相似，但眼睛上方的角冠較不顯著。皮韦托龍被估計長約11公尺及重2噸。

## 研究歷史

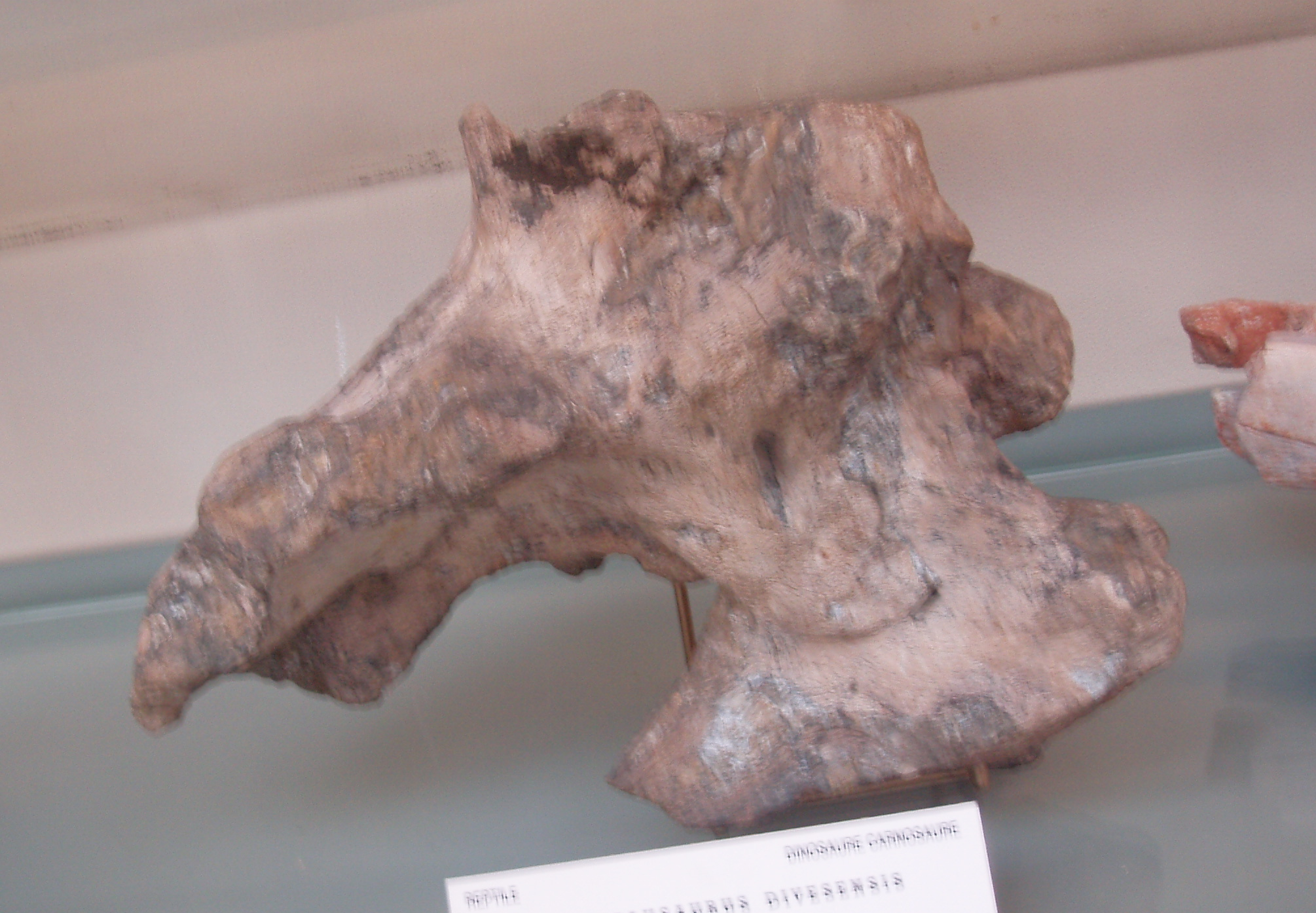
皮韦托龍的腦殼

皮韦托龍的模式標本（編號MNHN 1920-7）是一個部分腦殼，是在1920年由業餘地質學家發現於法國北部諾曼第卡爾瓦多斯省的迪夫泥灰岩（Marnes de Dives）地層，地質年代為侏儸紀中期的牛津階。之後化石交給巴黎自然史博物館的教授马塞兰·布勒（Marcellin Boule）。近年的研究顯示，該地層的地質年代為上卡洛維階，約1億6100萬年前。
在1923年，法國古生物學家让·皮韦托（Jean Piveteau）研究這個標本、繪製素描圖。這個腦殼的大小，相當於大型異特龍的腦殼大小，外形類似阿根廷的皮亞尼茲基龍。在這之前，當地曾經發現其他零碎標本，在1808年經由法國科學家喬治·居維葉（Georges Cuvier）研究。後在1861年，被英國古生物學家理查·歐文（Richard Owen）建立為扭椎龍的新種，居氏扭椎龍（Streptospondylus cuvieri）。尚·皮韦托將這個新發現的腦殼，歸類於居氏美\扭椎龍。
在1964年，阿利克·沃克（Alick Walker）在研究肉食龍下目的演化與鳥鱷時，他認為這個腦殼是屬於美扭椎龍的新種，於是將這個標本獨立為新種，迪夫美扭椎龍（E. divesensis）。為了圖方便，沃克將被歸類於居氏美扭椎龍的零碎標本，同時改歸類於迪夫美扭椎龍，但普遍不被接受。後來於1977年，才由菲利普·塔凯（Philippe Taquet）及塞繆爾·保羅·威爾斯成立了獨立的屬，皮韦托龍（Piveteausaurus），屬名是以最初的研究者尚·皮韦托為名；模式種為迪夫皮韦托龍（P. divesensis）。在1988年，格雷戈里·保罗（Gregory S. Paul）將其歸類於原角鼻龍，成為迪夫原角鼻龍（Proceratosaurus divesensis），但沒有其他科學家採用這個歸類法。
由於目前只有發現一個腦殼，造成皮韦托龍在分類上的困難。皮韦托龍曾先後被被認為是角鼻龍、美扭椎龍、原角鼻龍的近親，也曾被歸類於美扭椎龍、原角鼻龍的一個種。

## 分類
皮韦托龍最初被歸類於斑龍科；斑龍科在當時是個垃圾箱类群，許多無法分類的物種被歸類於此科。在2004年，托马斯·霍尔茨（Thomas Holtz）等人把皮韦托龍歸類於堅尾龍類的分類未定位屬，是種原始堅尾龍類，但當時沒有提出種系發生學分析。在2010年的一份種系發生學研究，提到皮韦托龍的分類難以確定，但有可能屬於斑龍科。如同其他原始堅尾龍類恐龍，皮韦托龍是種大型、二足肉食性恐龍。

## 外部連結
- https://web.archive.org/web/20070927222057/http://www.users.qwest.net/~jstweet1/tetanurae.htm
- Piveteausaurus in the Theropod Database
- Piveteausaurus （页面存档备份，存于） in the Paleobiology Database